# Kristina Poniatowská
Kristina Poniatowská (1610 – 6. prosinec 1644) byla vizionářkou, dcerou polského šlechtice a kněze jednoty bratrské Juliána Poniatowského z Duchnik (zemř. 1628).

## Život
Otec ji jako šestnáctiletou poslal v roce 1627 k baronce Zárubové z Hustířan do Horní Branné v Podkrkonoší, kde Komenský připravoval odchod bratří do exilu. K dívce, postihované záchvaty, v nichž mívala halucinace zrakové i sluchové, přivolala Komenského paní Ester Sádovská z Třemešné, která se o Kristinu starala. Po jistém zaváhání Komenský uvěřil v pravdivost Kristinných vidění, zvláště o návratu Fridricha Falckého na český trůn. Před odchodem do Polska dodala Kristina 28.1.1628 Valdštejnově choti v Jičíně Nebeský list vyzývající Albrechta, aby změnil svůj politický směr. V Lešně ubytoval Komenský Kristinu ve svém domě a pilně dal zaznamenat všech jejich 82 vidění. Zveřejňoval je pak i v překladech, v nových a nových vydáních. Ve šťastném manželství, uzavřeném v Lešně v říjnu 1632 se zcestovalým Danielem Strejcem-Vetterem (1592–1663), tím časem bratrským knězem a správcem lešenské tiskárny, se Kristininy záchvaty neopakovaly. Zemřela jako matka pěti dětí.

## Svědectví J. A. Komenského
J. A. Komenský popisuje svou zkušenost s vizemi Poniatowské následovně (Historia revelationum, 1657): Když jsme dorazili do Branné (r. 1627), vypravovali nám, že předcházejícího večera byla nemocná čtvrt hodiny v bezvědomí a neprojevovala jakýchkoli známek života, takže se domnívali, že zemřela, ale potom že přece zase přišla k sobě. Vešli jsme k ní, povzbudili ji, jak se to obvykle činí, k trpělivosti a k důvěře v dobrotivost boží. 
 Ona si pak v naši přítomnosti stěžovala nejdříve na tísnivý pocit u srdce, potom na to, že ji sužují neobvyklé bolesti. Následovala strnulost údů a zastavil se jí dech, takže jsme mysleli, že umírá. Padli jsme na kolena a poroučeli její duši Bohu. Ona se však zase vztyčila na lůžku, upřela oči jako na něco, co je v dálce, tvář jí zčervenala a zasténala: "Ženich, ženich!" Byli jsme ohromeni tímto neobvyklým divadlem. Nato ona s hlubokým výdechem přišla zase k sobě, ulehla naznak, a když jsem se jí ptali, co se děje, stěžovala si na velkou malátnost.